# Angela Ruggiero
Angela Ruggiero (Panorama City, 3 gennaio 1980) è un'ex hockeista su ghiaccio, imprenditrice e dirigente sportiva statunitense, ritenuta tra le migliori giocatrici della sua generazione e in assoluto.
Dopo la fine dell'attività sportiva annunciata nel 2011 ha fondato una compagnia di ricerche di mercato in ambito sportivo e ha rivestito incarichi direttivi in seno al Comitato Olimpico Internazionale (membro del comitato esecutivo in quota atleti) e, più recentemente, di World Rugby, del cui comitato esecutivo fa parte dal 2019 come membro indipendente.

## Biografia
Ha cominciato a giocare in nazionale molto giovane: ha partecipato già ai mondiali del 1997 (argento finale) e faceva parte della spedizione olimpica di Nagano 1998 che portò a casa la medaglia d'oro. Con la nazionale a stelle e strisce ha vinto altre 5 medaglie d'argento (1999, 2000, 2001, 2004 e 2007) e due d'oro (2005, ed in quella occasione mise a segno il golden gol che decise la finale, e 2008) ai mondiali, ed un argento (Salt Lake City 2002) e un bronzo (Torino 2006) ai Giochi olimpici.
Nel 2002 e nel 2006 è stata votata come migliore difensore del torneo olimpico, mentre nel 2001, 2004, 2005 e 2008 lo è stata ai mondiali.
Nel 2003 la rivista The Globe and Mail l'ha giudicata la migliore al mondo nel suo ruolo, mentre The Hockey News l'ha giudicata la migliore giocatrice in assoluto.
Detiene alcuni curiosi primati: è stata la prima donna non portiere a disputare un incontro della regular season con una squadra maschile professionistica nordamericana (il 28 gennaio 2005 con i Tulsa Oilers, nella CHL). Prima di allora solo altre due donne non portiere avevano giocato incontri con squadre professionistiche nordamericane: Erin Whitten era scesa sul ghiaccio per 18 secondi con i Flint Generals nel 1996, ma solo come ospite d'onore, mentre Manon Rheaume ha addirittura segnato una rete con la maglia dei Tampa Bay Lightning, ma nella pre-season del 1992. La prima donna in assoluto a segnare in un campionato maschile era stata invece la canadese Heyley Wickenheiser nel 2003, nella terza serie finlandese.
Inoltre nella stessa squadra della Ruggiero giocava pure il fratello minore Bill, portiere: è stata la prima coppia fratello-sorella a giocare assieme.
Nel 2005 ha pubblicato un'autobiografia: Breaking the Ice: My Journey to Olympic Hockey, the Ivy League & Beyond (ISBN 1597630098).